# Espectroscòpia Doppler

Diagrama que mostra com un petit objecte (com ara un planeta extrasolar) que orbita al voltant d'un objecte gran (tal com una estrella), pot produir canvis en la posició i velocitat d'aquesta última a mesura que orbiten el seu centre de massa comú (creu vermella).

L'espectroscòpia Doppler, també coneguda com a mesurament de la velocitat radial, és un mètode espectroscòpic per trobar planetes extrasolars. Implica l'observació de desplaçaments Doppler en l'espectre de l'estrella al voltant de la qual l'estrella orbita.
És extremadament difícil observar directament planetes extrasolars, ja que tenen una lluentor molt tènue a distàncies interestel·lars, encara que els primers intents d'observacions directes van ser fets el 2004 i 2005. Com a resultat, els planetes fora del nostre sistema solar usualment són descoberts amb mètodes indirectes, a través de l'efecte del planeta sobre un objecte que és més fàcil d'observar, tal com una estrella més grossa. Els mètodes reeixits inclouen espectroscòpia Doppler, astrometria, sincronització púlsar, trànsits, i microlents gravitacionals. Gairebé tots els planetes extrasolars coneguts van ser descoberts ambe espectroscòpia Doppler.

## Història

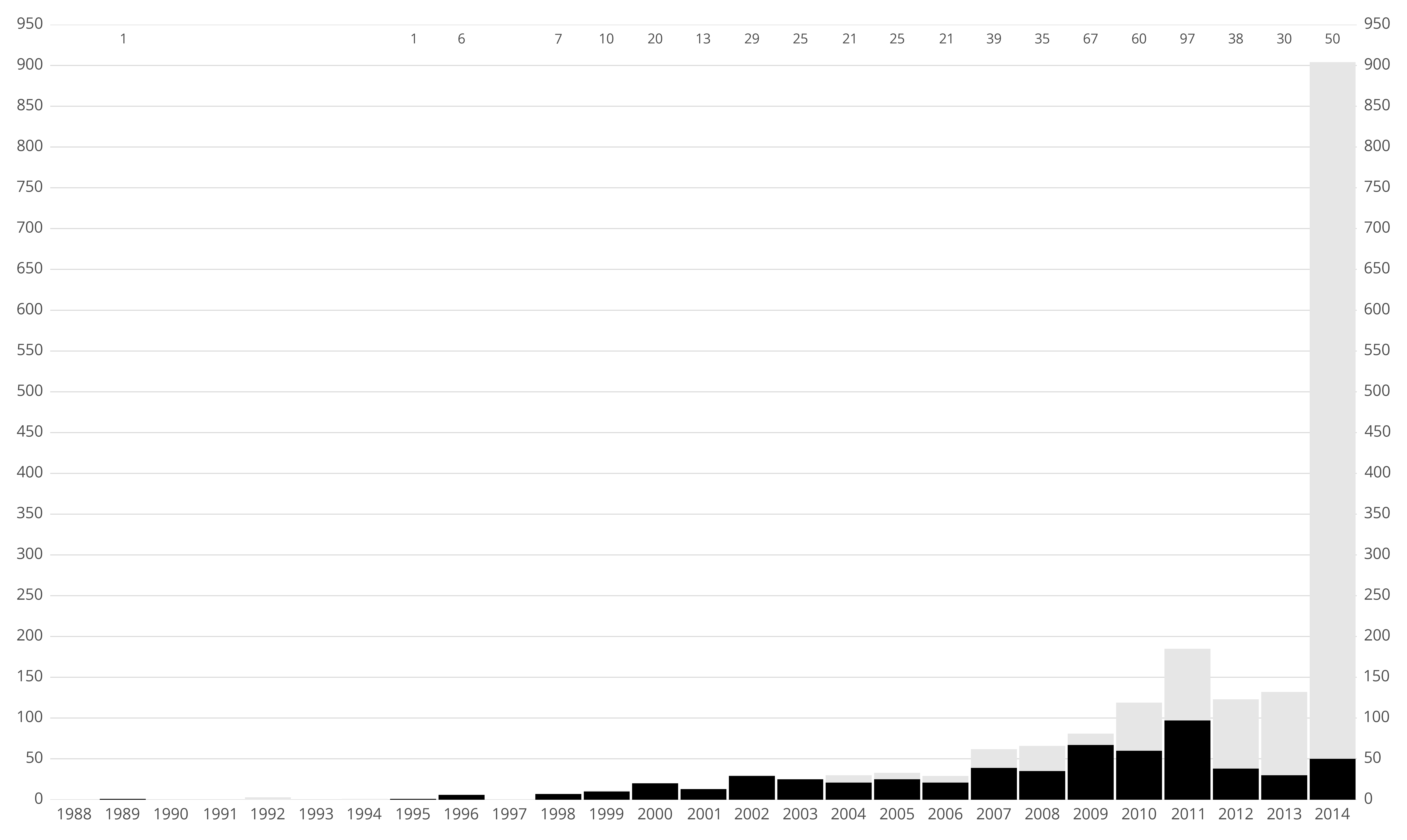
Exoplanetes descoberts usant velocitat radial, per any, al març 19, 2010

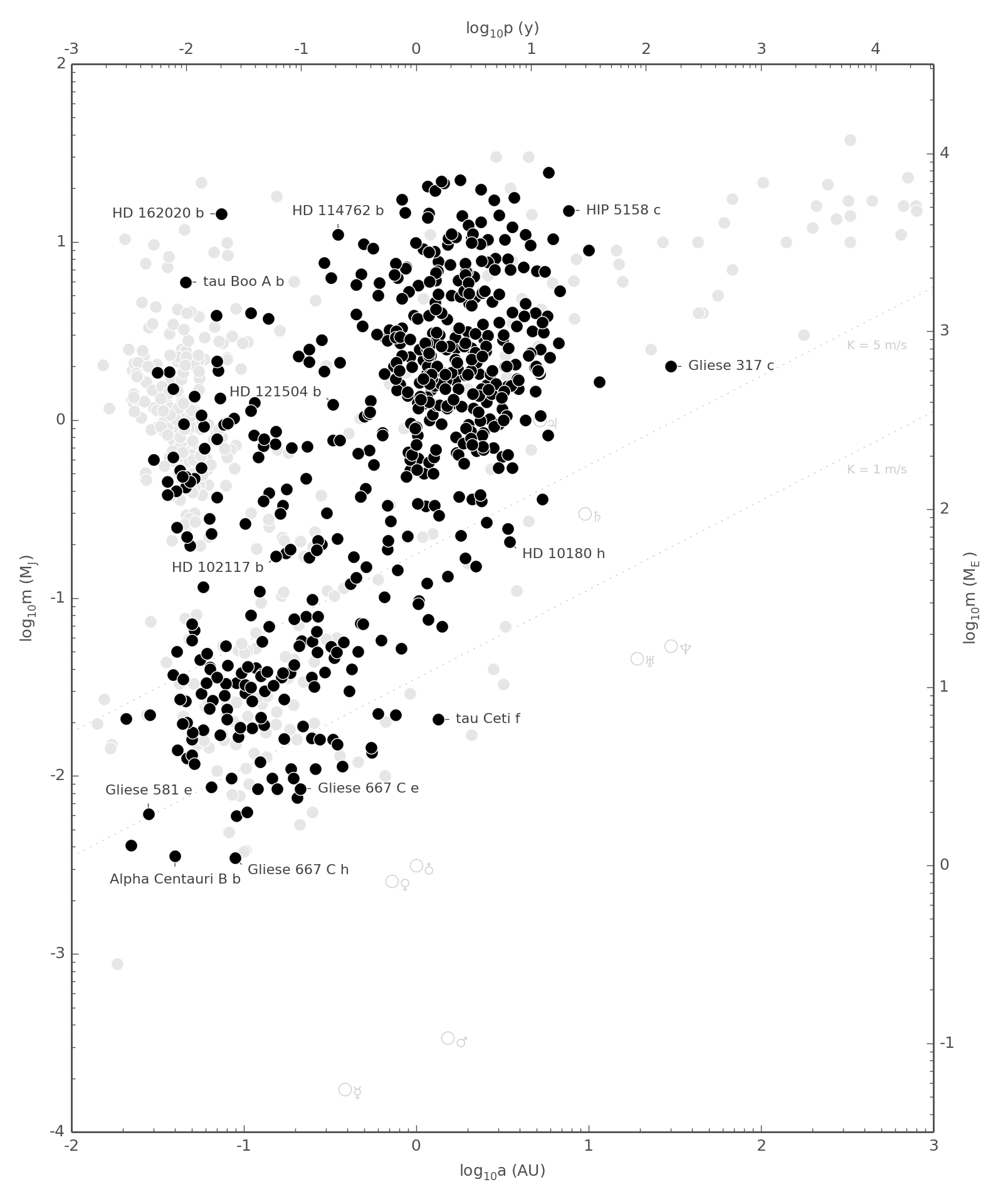
Propietats (massa i eix semimajor) dels planetes descoberts usant velocitat radial, comparats (gris clar) amb planetes descoberts usant altres mètodes.

Otto Struve (1897-1963) va proposar el 1952 l'ús de poderosos espectrògrafs per detectar planetes distants. Descriure com un planeta molt gran, tant com Júpiter, per exemple, causaria que la seva estrella pare es pertorbés lleugerament mentre els dos objectes orbiten al voltant del seu centre de massa. Va predir que els petits desplaçaments Doppler de la llum emesa per l'estrella, causats per la seva contínuament variable velocitat radial, serien detectats per la majoria d'espectrògrafs sensibles com petits desplaçaments vermells i blaus en l'emissió de l'estrella. No obstant això, la tecnologia de l'època va produir mesuraments en la velocitat radial amb errors de 1m/so més, el que les fa inútils per a la detecció de planetes orbitals. els canvis esperats en la velocitat radial són molt petits —Jupiter causa que el sol canviï la seva velocitat en prop de 13m/s en un període de 12 anys, i l'efecte de la terra és de només 0.1M/s en un període d'uns anys— calen prolongades observacions amb instruments d'alta precisió.
Els avenços en tecnologia d'espectròmetres i tècniques d'observació en la dècada dels 80 i 90 del segle xx van produir instruments capaços de detectar el primer d'alguns planetes extrasolars. 51 Pegasi b, el primer planeta extrasolar que va ser detectat, va ser descobert l'octubre de 1995 mitjançant espectroscòpia Doppler. Des d'aleshores, prop de tres-cents candidats d'exoplanetes van ser identificats, i la majoria van ser detectats per programes de recerca Doppler al Telescopi Keck, l'Observatori Lick, i l'Anglo-Australian Observatory, i equips del Geneva extrasolar Planet Search.
El periodegrama bayesià Kepler és un algorisme matemàtic que serveix per a detectar planetes extrasolars individuals o múltiples a partir de successives mesures de la velocitat radial de l'estrella que òrbita. Implica anàlisi estadística de bayesià de les dades de la velocitat radial, i fa servir una distribució de probabilitat a priori sobre l'espai determinat per un o més conjunts de paràmetres orbitals de Kepler. Aquesta anàlisi es pot implementar amb la cadena de Markov i el mètode de Monte Carlo.
El mètode va ser aplicat al sistema HD 208.487, i s'hi hauria aparentment detecta un segon planeta amb un període d'aproximadament 1000 dies. Tanmateix, això pot ser el resultat de l'activitat estel·lar. El mètode va ser aplicat també al sistema HD 11.964, on es va trobar un aparent planeta amb un període aproximat d'un any, però el planeta no va ser trobat en les dades re-reduïdes, suggerint que aquesta deviació va ser un resultat del moviment orbital de la terra entorn del Sol.

## Procediment
Es fa una sèrie d'observacions de l'espectre de llum emès per una estrella. Variacions periòdiques en aquest espectre poden ser detectades, amb la longitud d'ona de línies espectrals característiques en l'espectre augmentant i disminuint regularment en un període. Aquestes variacions poden ser indicadors que la velocitat radial de l'estrella s'altera per la presència de planetes que l'orbiten i que causen corriments Doppler en l'estrella.
Si un planeta extrasolar és detectat, la seva massa pot ser determinada a partir dels canvis en la velocitat radial de l'estrella. Un gràfic de la velocitat radial mesura en funció del temps donarà lloc a una corba característica (corba si en el cas d'una òrbita circular), i l'amplitud de la corba permetrà que la massa del planeta sigui calculada.

### Exemple
El gràfic de la dreta il·lustra la corba sinus creada amb espectroscòpia Doppler en observar la velocitat radial d'una estrella imaginària que orbita per un planeta en una òrbita circular. Observacions d'una estrella real produirien un gràfic similar, encara que l'excentricitat distorsionaria la corba i complicaria els càlculs baix mostrats.
Aquesta hipotètica velocitat mostra un període de variació de ± 1 m/s. Això suggereixt una massa orbital que crea una empenta gravitacional sobre aquesta estrella. En aplicació de la tercera llei de Kepler, el període observat de l'òrbita del planeta al voltant de l'estrella (igual al període de les variacions observades en l'espectre de l'estrella) es pot fer servir per adeterminar la distància del planeta des de l'estrella ({\displaystyle r}) amb la següent equació:
{\displaystyle r^{3}={\frac {GM_{star}}{4\pi ^{2}}}P_{star}^{2}\,}
on:
- r  és la distància entre el planeta i l'estrella
- G  és la constant gravitacional
- M  star   és la massa de l'estrella
- P  star   és el període observat de l'estrella.

Quan s'ha determinat {\displaystyle r}, la velocitat del planeta al voltant de l'estrella pot ser calculat mitjançant la llei de gravitació universal de Newton, i l'equació de l'òrbita:
{\displaystyle V_{PL}={\sqrt {GM_{star}/r}}\,}
on {\displaystyle V_{PL}} és la velocitat del planeta.
La massa del planeta es pot trobar a partir de la velocitat del planeta:
{\displaystyle M_{PL}={\frac {M_{star}V_{star}}{V_{PL}}}\,}
on {\displaystyle V_{star}\,} és la velocitat de l'estrella més gran. La velocitat Doppler observada, {\displaystyle K=V_{star}\sin(i)\,}, on  i  és la inclinació de l'òrbita del planeta a la línia perpendicular a la línia de visió.
És a dir, assumint un valor per a la inclinació de l'òrbita del planeta i per a la massa de l'estrella, els canvis observats en la velocitat radial de l'estrella poden ser utilitzats per calcular la massa del planeta extrasolar.

## Velocitat radial taules comparatives

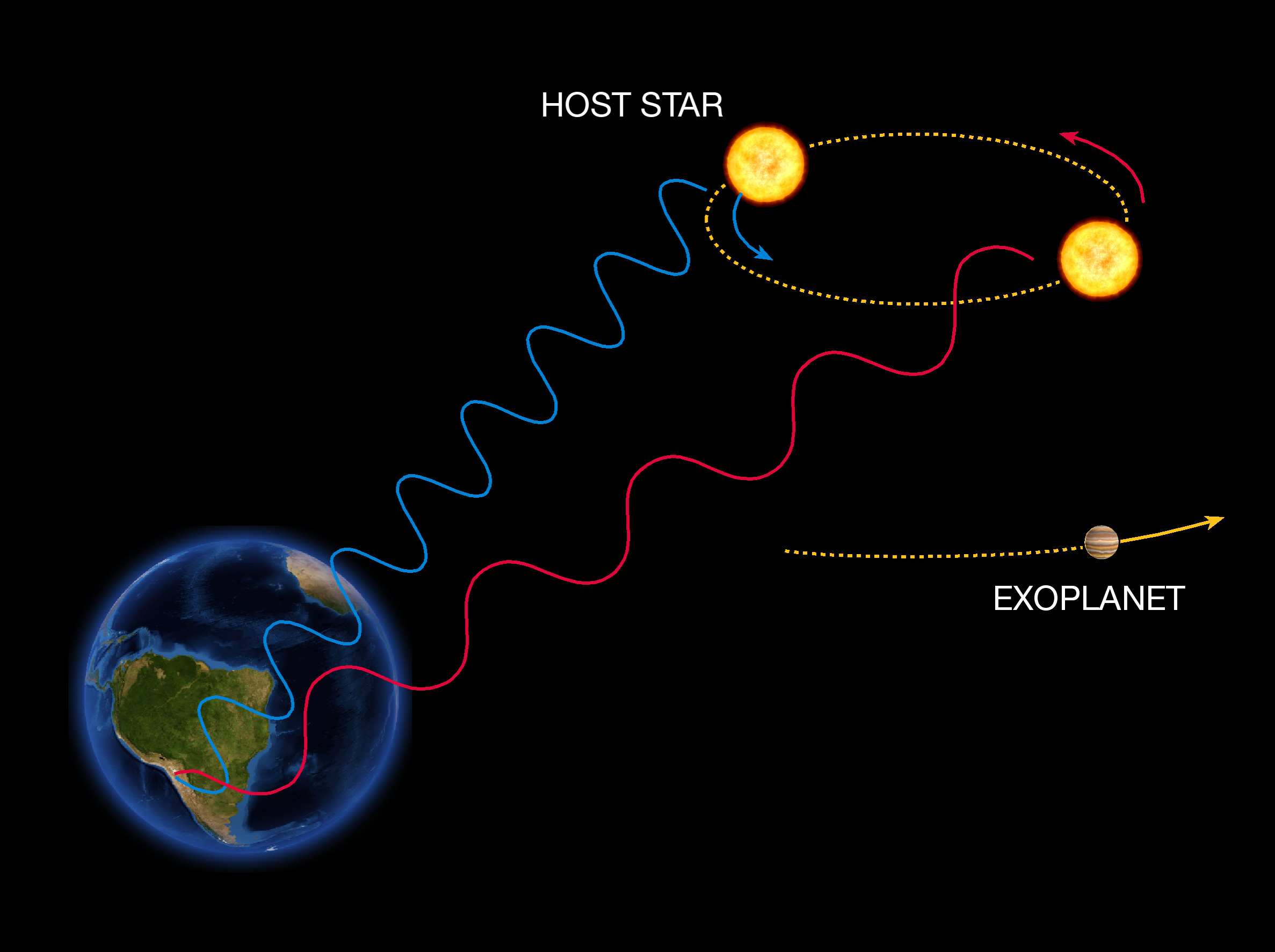
El mètode de velocitat radial per detectar exoplanetes es basa en la detecció de les variacions en la velocitat de l'estrella central, a causa del canvi de direcció de la força gravitacional d'un exoplaneta (no visible) a mesura que orbita l'estrella. Quan l'estrella es mou cap a nosaltres, el seu espectre és desplaçada al blau mentre que és desplaçada cap al vermell quan s'allunya de nosaltres. Regularment mirant l'espectre d'una estrella - i així, mesurar la seva velocitat - es pot veure si es mou periòdicament a causa de la influència d'un company.

| Massa del Planeta   | Distància AU | Velocitat radial |
| ------------------- | ------------ | ---------------- |
| Júpiter             | 1            | 28,4 m/s         |
| Júpiter             | 5            | 12,7 m/s         |
| Neptú               | 0,1          | 4,8 m/s          |
| Neptú               | 1            | 1,5 m/s          |
| Súper-Terra (5 M ⊕) | 0,1          | 1,4 m/s          |
| Súper-Terra (5 M ⊕) | 1            | 0,45 m/s         |
| Terra               | 1            | 9 cm/s           |

### Per a les estrelles del tipus MK amb planetes a la zona habitable[9]
| Massa Estel·lar (M ☉) | Planeta Massa (M ⊕) | Llum. (L0) | Tipus | RHAB. (AU) | Velocitat radial (cm/s) | Període (dies) |
| --------------------- | ------------------- | ---------- | ----- | ---------- | ----------------------- | -------------- |
| 0,10                  | 1,0                 | 8e-4       | M8    | 0,028      | 168                     | 6              |
| 0,21                  | 1,0                 | 7.9e-3     | M5    | 0089       | 65                      | 21             |
| 0,47                  | 1,0                 | 6.3e-2     | M0    | 0,25       | 26                      | 67             |
| 0,65                  | 1,0                 | 1.6e-1     | K5    | 0,40       | 18                      | 115            |
| 0,78                  | 2,0                 | 4.0e-1     | K0    | 0,63       | 25                      | 209            |

Ref:

## Problemes

Una representació d'una estrella orbitado per un planeta. Tot el moviment de l'estrella és al llarg de la línia de vista de l'observador, l'espectroscòpia Doppler donarà lloc al veritable valor de la massa del planeta.

En aquest cas res del moviment de l'estrella és al llarg de la línia de vista de l'observador i el mètode d'espectroscòpia Doppler no detectarà cap planeta en absolut.

El major problema amb l'espectroscòpia Doppler és que només pot mesurar moviment al llarg de la línia de vista i, per tant, depèn d'un mesurament (o estimació) de la inclinació de l'òrbita del planeta per determinar-ne la massa. Si succeeix que el pla orbital de planeta s'alinea amb la línia de vista de l'observador, llavors les variacions de la velocitat radial de l'estrella donen un valor correcte. No obstant això, si el pla orbital està inclinat respecte de la línia de vista, llavors el veritable efecte del moviment del planeta sobre el moviment de l'estrella serà més gran que les variacions mesures en la velocitat radial de l'estrella, que és només el component al llarg de la línia de vista. Com a resultat, la veritable massa del planeta serà més grossa que l'esperada.
Per corregir aquest efecte, i així determinar la veritable massa del planeta extrasolar, els mesuraments de la velocitat radial han de ser combinades amb mesures astronométricas, que mantenen el moviment de l'estrella a través del pla del cel, perpendicular a la línia de vista. Mesuraments astronométricas permeten als investigadors verificar si els objectes que semblen ser planetes d'elevada massa són més probablement nanes marrons.
Un problema addicional és que l'embolcall de gas al voltant de cert tipus d'estrelles pot expandir-se i contraure, i algunes estrelles són variables. Aquest mètode no és adequat per trobar planetes al voltant d'aquestes estrelles, ja que canvis en l'espectre d'emissió de l'estrella causades per la intrínseca variablilidad de l'estrella poden tapar el petit efecte causat pel planeta.
El mètode és millor detectant objectes molt massius prop de l'estrella gran - anomenats els Júpiter calentas - que tenen els més efectes gravitacionals sobre les estrelles més grans, i que per tant causen els grans canvis en la seva velocitat radial. Observacions de diverses línies espectrals separades i diversos períodes orbitals permeten que les taxes de senyal a soroll s'incrementin, augmentant les possibilitats d'observar més petits i més distants planetes, però els planetes com la terra romanen indetectables amb els actuals instruments.